# 前之濱站
前之濱站（日语：／ Maenohama eki */?）是一座位於鹿兒島縣鹿兒島市的九州旅客鐵道（JR九州）指宿枕崎線的鐵路車站。

## 車站構造
- 2面2線的側式月台，可以列車交會。
- 無人站。
- 地面車站。

### 月台配置
| 月台   | 路線        | 方向 | 目的地               |
| ------ | ----------- | ---- | -------------------- |
| 站舍側 | ■指宿枕崎線 | 下行 | 指宿、枕崎方向       |
| 對側   | ■指宿枕崎線 | 上行 | 喜入、鹿兒島中央方向 |

## 利用狀況
- 在2009年，平均1日的乘車人數為110人。

| 乘車人數變化 | 乘車人數變化 |
| 年度         | 1日平均人數  |
| ------------ | ------------ |
| 2002         | 148          |
| 2003         | 140          |
| 2004         | 129          |
| 2005         | 123          |
| 2006         | 115          |
| 2007         | 107          |
| 2008         | 110          |
| 2009         | 110          |

## 車站周邊
- 國道226號
- 鹿兒島市前之濱小學

## 历史
- 1934年（昭和9年）12月19日：車站啟用。
- 1983年（昭和58年）3月8日：成為無人站。
- 1987年（昭和62年）4月1日：因國鐵分割民營化，本站成為九州旅客鐵道的車站。

## 相鄰車站
九州旅客鐵道
指宿枕崎線
■快速「菜之花」
通過
■普通
喜入－前之濱－生見

## 相關項目
- 日本鐵路車站列表

## 外部連結
- 前之濱車站 （页面存档备份，存于）（日語）